# Cephalopholis miniata
La cernia indopacifica o conosciuta anche come cernia dei coralli (Cephalopholis miniata (Forsskål, 1775)) è un pesce d'acqua salata appartenente alla famiglia Serranidae (sottofamiglia Epinephelinae).

## Descrizione

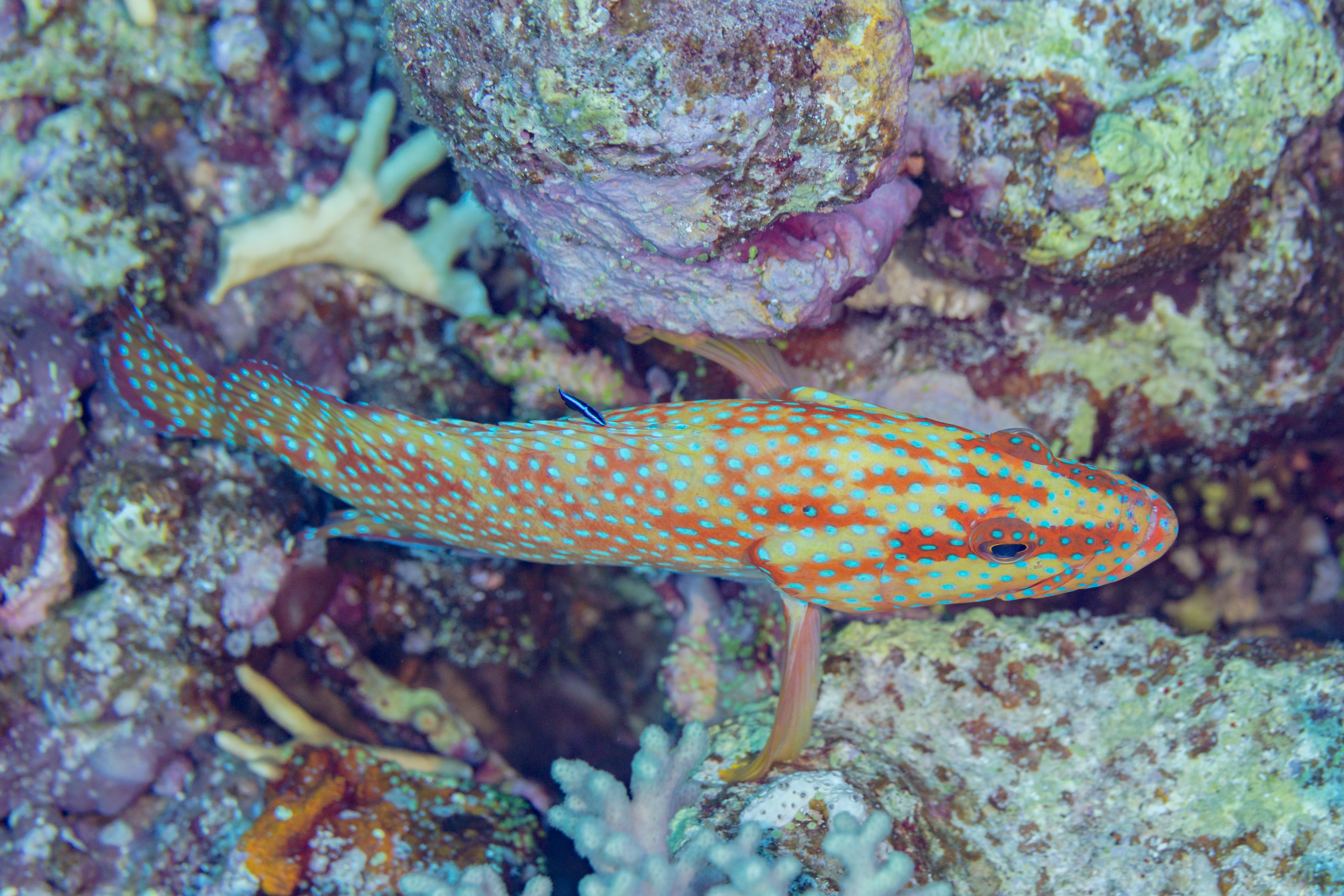
Esemplare nel Mar Rosso.

Ha un corpo affusolato e robusto, lungo sino a 45-50 cm. La livrea è abbastanza variabile, con colorazione di fondo che va dal rosso arancio al bruno rossastro, talora con una serie di bande verticali più scure sui fianchi, e numerose piccole macchie ocellate di colore blu.

La bocca è ampia, con la mandibola leggermente più sporgente rispetto alla mascella. La lunga pinna dorsale presenta 9-11 raggi spiniformi nella parte anteriore ed è arrotondata nella parte posteriore. La pinna caudale, ampia e a ventaglio, e la pinna anale, raggiata, hanno un sottile margine bluastro. La pinna pettorale è translucida, di colore giallo-arancio.

## Biologia

### Alimentazione
È una specie carnivora che si nutre di pesci di piccola taglia (con una spiccata predilezione per Pseudanthias squamipinnis), e crostacei e polpi.

### Riproduzione
Al pari di molte altre cernie, è una specie ermafrodita proteroginica, cioè è femmina nella prima parte della sua vita e diventa maschio dopo alcuni anni.
Nel periodo riproduttivo forma dei piccoli harem composti da un maschio adulto e 2-12 femmine. La riproduzione è ovipara.

## Distribuzione e habitat
La specie è diffusa nel bacino dell'Indo-Pacifico, dal mar Rosso e dalle coste dell'Africa orientale e del Sudafrica sino alla Micronesia.
È una specie tipica della barriera corallina, da 2 a 150 m di profondità.